# La actriz
La actriz es una película estadounidense de 1953, una comedia-drama basada en la autobiografía de Ruth Gordon. La película fue dirigida por George Cukor y protagonizada por Jean Simmons, Spencer Tracy, Teresa Wright y Anthony Perkins en su debut en el cine.

## Sinopsis
Ruth quiere ser actriz y su padre, un marinero retirado, decide vender sus posesiones y acompañar a su hija a Nueva York,

## Premios
- Spencer Tracy ganó el Globo de Oro y estuvo nominado en los BAFTA como mejor actor extranjero.
- Jean Simmons ganó el premio NBR. Este premio además le reconocía sus aportaciones en las películas La reina virgen (Young Bess) y La túnica sagrada (The Robe). Las tres películas las había protagonizado el mismo año 1953.
- La película estuvo nominada en los Óscar en la categoría de Mejor vestuario en película blanco y negro: Walter Plunkett.
- Ruth Gordon, la guionista, figuró entre las candidatas a los premios que concede el Gremio de Escritores de América, en la categoría de comedia.